# Sundair
Sundair est une compagnie aérienne charter allemande  dont le siège est à Stralsund en Allemagne et basée à l'aéroport de Berlin Tegel, l'aéroport de Brême, l'aéroport de Dresde et l'aéroport de Cassel.

## Histoire
En septembre 2017, la compagnie aérienne a reçu son certificat d'exploitant aérien et a début ses opérations le 1er juillet 2017  avec comme premières destinations Héraklion et Hurghada . Au début de 2019, après la disparition de la compagnie allemande Germania - (une compagnie aérienne pour laquelle Sundair avait précédemment exploité des vols), Sundair a annoncé qu'elle allait baser ses avions à l' aéroport de Dresde et à l' aéroport de Brême et prendre en charge plusieurs des liaisons de Germania,.

## Destinations
Sundair exploite des vols depuis l'Allemagne vers des destinations de vacances et touristiques en Méditerranée et en Afrique du Nord, principalement depuis l'aéroport de Berlin Tegel, l'aéroport de Brême, l'aéroport de Dresde et l' aéroport de Kassel . Depuis août 2020, la compagnie aérienne dessert les destinations charters suivantes :
 Bulgarie
- Varna - Aéroport de Varna
- Bourgas - Aéroport de Bourgas

 Égypte
- Hurghada - Aéroport international d'Hurghada
- Marsa Alam - Aéroport international de Marsa Alam

 Allemagne
- Berlin - Aéroport de Berlin Tegel, base
- Brême - Aéroport de Brême, base
- Dresde - Aéroport de Dresde, base
- Kassel - Aéroport de Kassel, base
- Leipzig-Aéroport de Leipzig

 Grèce
- Corfou - Aéroport de Corfou
- Kos - Aéroport de Kos
- Rhodes - Aéroport de Rhodes
- Heraklion - Aéroport international d'Héraklion

 Liban
- Beyrouth - Aéroport international Rafic Hariri

 Espagne
- Fuerteventura - Aéroport de Fuerteventura
- Aéroport de Majorque - Palma de Majorque
- Gran Canaria - Aéroport de Gran Canaria
- Tenerife - Aéroport de Ténérife Sud

 Tunisie
- Enfidha Hammamet - Aéroport de Enfidha Hammamet
- Monastir airport - Aéroport Habib BOURGUIBA de Monastir

 Turquie
- Antalya - Aéroport d'Antalya

## Flotte

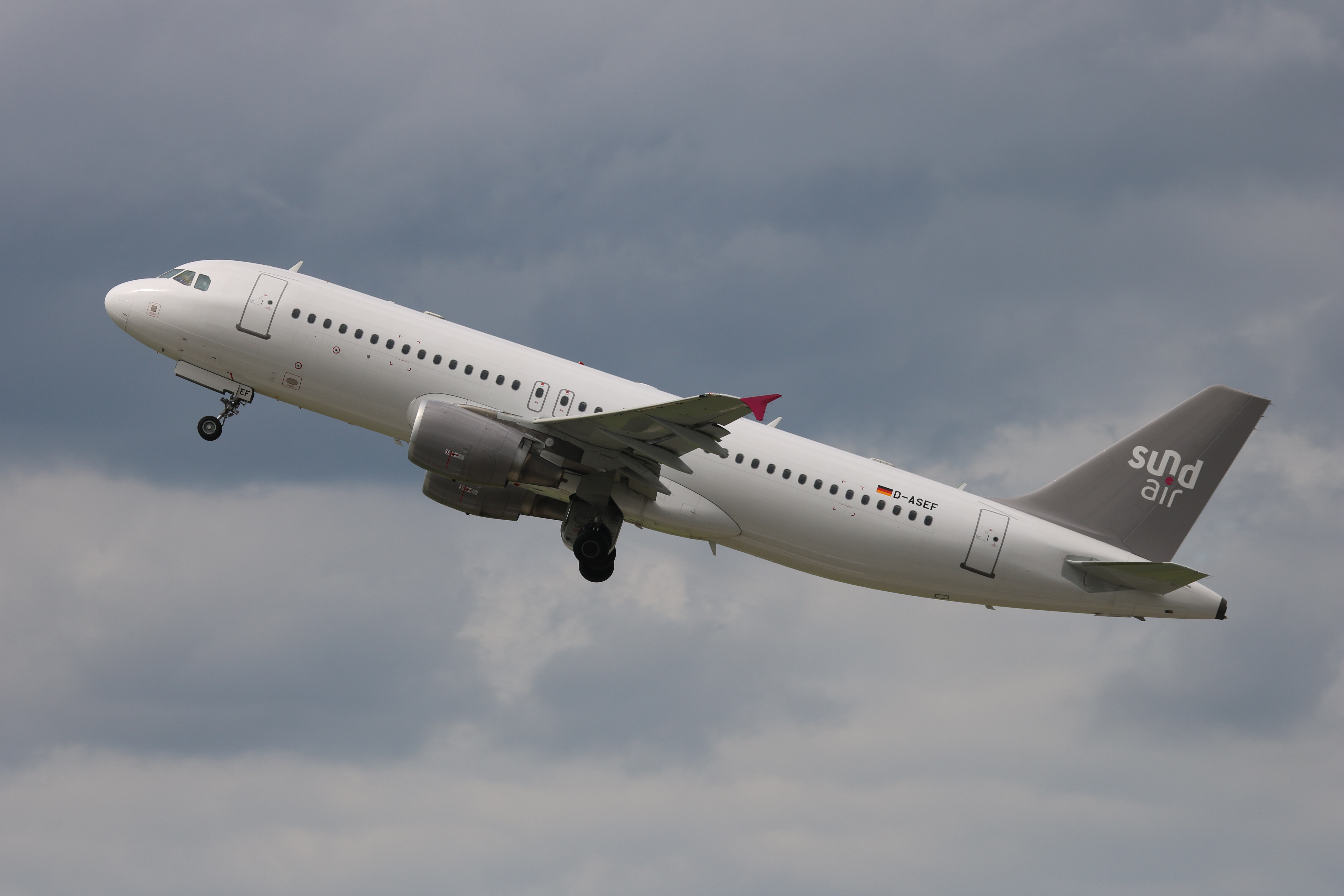
Sundair Airbus A320-200

Depuis mars 2020, Sundair exploite les aéronefs suivants:
| Appareils       | En service | Commandes | Passagers | Notes |
| --------------- | ---------- | --------- | --------- | ----- |
| Airbus A319-100 | 2          | —         | 150       | —     |
| Airbus A320-200 | 5          | —         | 174 180   | —     |
| Total           | 7          | —         |           |       |